# Eupodophis descouensi
L'eupodofide (Eupodophis descouensi) era un serpente primitivo dotato di zampe, vissuto all'inizio del Cretaceo superiore (Cenomaniano, circa 100 milioni di anni fa). I suoi fossili sono stati ritrovati in Libano.

## Descrizione
Questo animale è noto per uno scheletro quasi completo, con tanto di cranio. Una delle particolarità più interessanti dell'esemplare è data dalla presenza di un cinto pelvico ben sviluppato e di piccole zampe posteriori (il nome Eupodophis significa appunto “vero serpente dalle zampe”). La coda, stranamente, era molto corta: su una lunghezza di circa 85 centimetri dell'intero animale, questa non superava i 5 centimetri ed era molto primitiva. Le zampe erano minuscole (solo 2 centimetri). Il cranio era appuntito e possedeva una bocca particolarmente ampia.

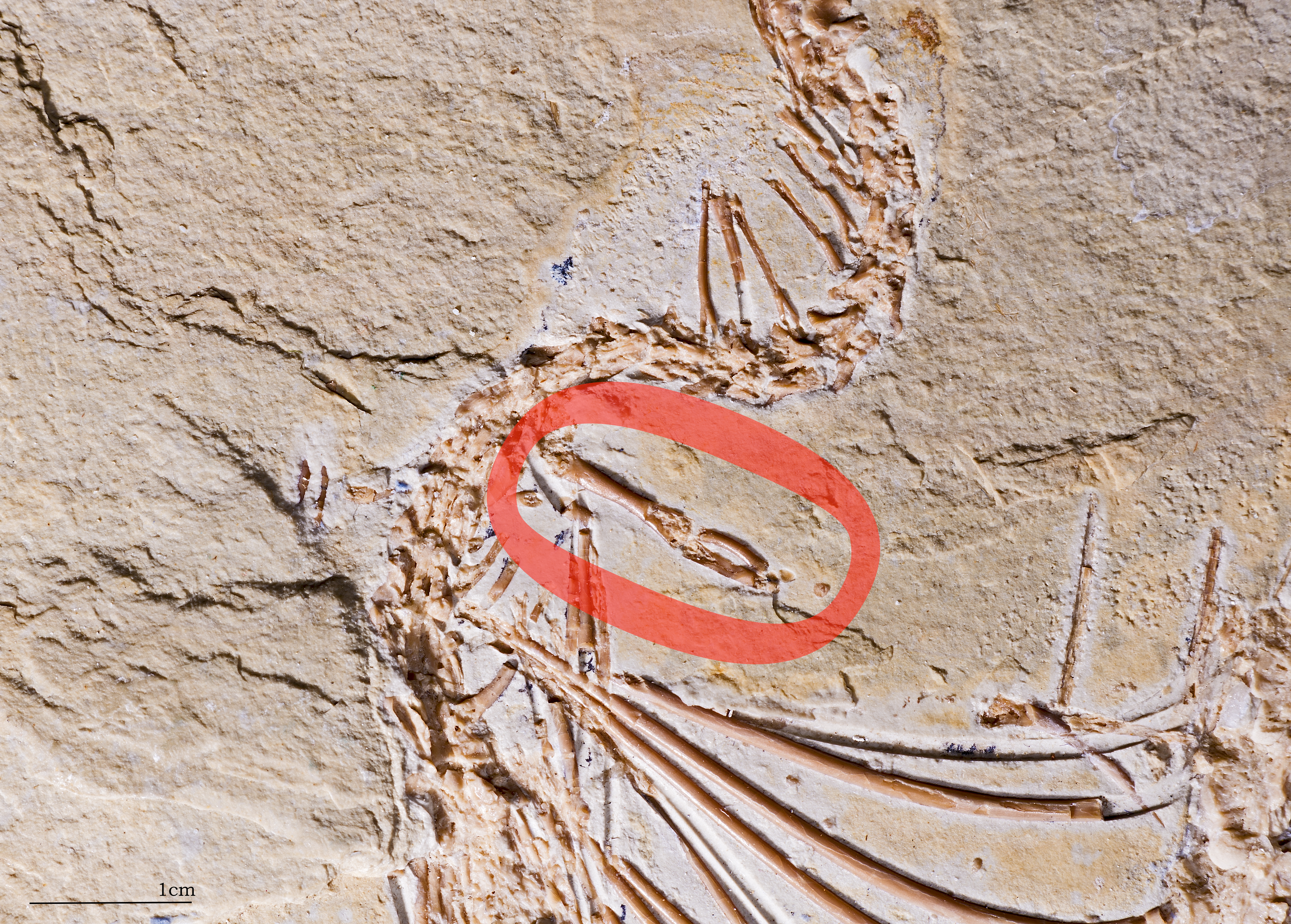
Esemplare di Eupodophis in cui sono evidenziate le ossa dell'arto posteriore

## Classificazione
L'eupodofide è considerato uno dei serpenti più antichi e primitivi che si conoscano; le caratteristiche antiquate, oltre che la presenza di zampe posteriori, includono alcune particolarità del cranio e delle vertebre. Tra i possibili parenti di questo animale, da ricordare Pachyrhachis, noto in Israele, e Simoliophis, particolarmente diffuso in Europa e Africa.

## Bibliografia

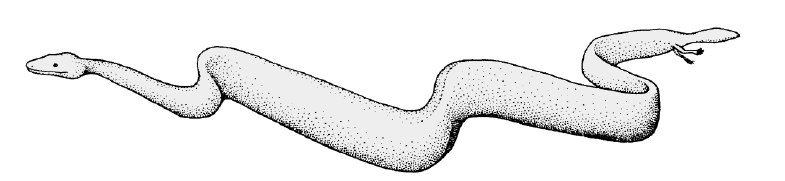
Ricostruzione di Eupodophis descouensi